# China Åhlander
Caterina Anna Maria "China" Åhlander, född 7 september 1963 i Lund, är en svensk dokumentärfilmare, manusförfattare och filmproducent.
Hennes far Lars Åhlander var redaktör för filmtidskriften Chaplin och förlagschef på Svenska filminstitutet. Hennes mor italienfödda mor Renata Åhlander grundade BUFF, Barn- och ungdomsfilmfestivalen i Malmö.
China Åhlander har arbetat inom filmbranschen i 30 år på positioner som platschef, inspelningsledare och producent. År 2000 kom hennes dokumentärfilm Thure Andersson i Rävetofta. Som filmproducent tilldelades Åhlander år 2013 en Guldbagge för Äta sova dö. Vid Guldbaggegalan 2017 nominerades hon till Bästa manuskript för Min faster i Sarajevo, som också var nominerad till Bästa film. Åhlander var även producent till kortfilmen On Suffocation som utsågs till Bästa kortfilm vid Guldbaggegalan 2014.  År 2016 tilldelades hon Doris Filmgenipris.
Hon är bosatt i Södra Sandby och driver produktionsbolaget Chinema.